# Landesregierung Zernatto II
Die Landesregierung Zernatto II bildete die Kärntner Landesregierung ab ihrer Wahl am 7. Juni 1994 bis zur Angelobung der Landesregierung Haider II am 8. April 1999.

## Wahl
Die Landesregierung wurde nach der Landtagswahl 1994 gewählt, bei der die SPÖ trotz starker Verluste mandatsstärkste Partei hervorgegangen war. Da sich SPÖ und FPÖ jedoch nicht auf eine Koalition hatten einigen können, ging die SPÖ eine Koalition mit der ÖVP ein, die in der Folge, obwohl sie bei der Landtagswahl nur den dritten Platz belegt hatte, erneut den Landeshauptmann stellen konnte. Auf Grund der Blockade der Wahl durch die FPÖ, konnte die Landesregierung erst in der 7. Sitzung des neugewählten Landtags gewählt werden.
In der 7. Sitzung wurde Christof Zernatto (ÖVP) auf Grund eines Wahlvorschlags der SPÖ, der von der ÖVP unterstützt wurde, mit 20 von 36 abgegebenen Stimmen zum Landeshauptmann gewählt. 16 Stimmen waren ungültig, wobei 13 mit dem Beisatz „Ambrozy“ gekennzeichnet waren. Die Landeshauptmann-Stellvertreter und Landesräte wurden hingegen auf Grund des Proporzsystems vergeben. Die Landeshauptmann-Stellvertreter Michael Ausserwinkler (SPÖ) und Mathias Reichhold (FPÖ) erzielten dabei 21 bzw. 16 gültige von 36 abgegebenen Stimmen. Bei der Wahl der Landesräte wurden jeweils 36 Stimmen abgegeben, wobei auf Dietfried Haller (SPÖ) und Karin Achatz (SPÖ) 23, auf Jörg Freunschlag (FPÖ) 16 und auf Robert Lutschounig (ÖVP) 19 gültige Stimmen entfielen.
Bereits am 11. November 1994 kam es zu einer großen Personalrochade innerhalb der FPÖ-Regierungsmannschaft. Mathias Reichhold wechselte auf Wunsch Jörg Haiders ins Parlament und machte den Platz für Karl-Heinz Grasser als Landeshauptmann-Stellvertreter frei. Jörg Freunschlag wechselte hingegen als 2. Landtagspräsident in den Landtag und wurde von Elisabeth Sickl abgelöst. Auf Karl-Heinz Grasser entfielen bei seiner Wahl 12 gültige von 35 abgegebenen Stimmen, Elisabeth Sickl konnte 14 gültige von 35 abgegebenen Stimmen auf sich vereinen. Nach Grassers Abgang in die Privatwirtschaft kehrte Reichhold wieder in das Amt des Landeshauptmann-Stellvertreters zurück.

## Regierungsmitglieder
| Amt                                                                                   | Name                  | Partei | Referate |
| ------------------------------------------------------------------------------------- | --------------------- | ------ | -------- |
| Landeshauptmann                                                                       | Christof Zernatto     | ÖVP    |          |
| 1. Landeshauptmann-Stellvertreter                                                     | Michael Ausserwinkler | SPÖ    |          |
| 2. Landeshauptmann-Stellvertreter bis 10. November 1994 sowie erneut ab 10. Juni 1998 | Mathias Reichhold     | FPÖ    |          |
| Landesrat                                                                             | Dietrich Haller       | SPÖ    |          |
| Landesrätin                                                                           | Karin Achatz          | SPÖ    |          |
| Landesrätin ab 10. November 1994                                                      | Elisabeth Sickl       | FPÖ    |          |
| Landesrat                                                                             | Robert Lutschounig    | ÖVP    |          |
| Vorzeitig ausgeschiedene Mitglieder der Landesregierung                               |                       |        |          |
| 2. Landeshauptmann-Stellvertreter vom 10. November 1994 bis zum 10. Juni 1998         | Karl-Heinz Grasser    | FPÖ    |          |
| Landesrat bis 10. November 1994                                                       | Jörg Freunschlag      | FPÖ    |          |